# Tillite Glacier
Tillite Glacier är en glaciär i Antarktis. Den ligger i Östantarktis. Nya Zeeland gör anspråk på området. Tillite Glacier ligger 1 918 meter över havet.
Terrängen runt Tillite Glacier är kuperad. Trakten är obefolkad. Det finns inga samhällen i närheten.